# Убиение святого Петра Мученика (картина Тициана)
Убиение святого Петра Мученика или Смерть Петра Мученика (итал. Martirio di san Pietro da Verona) — утраченный алтарный образ, выполненный Тицианом в 1528—1530 годах для базилики Санти-Джованни-э-Паоло, Венеция, Италия. Был уничтожен пожаром 16 августа 1867 года. В настоящее время на его месте находится копия XVII века работы Иоганна Карла Лота.

## История
В 1526 году венецианская скуола святого Петра Мученика приняла решение заказать алтарную картину для церкви Санти-Джованни-э-Паоло взамен более раннего алтаря, предположительно работы Якобелло дель Фьоре. Согласно биографам, описывавшим события много лет спустя, заказ был получен Тицианом в результате конкурса, в котором его соперниками были такие знаменитые живописцы как Пальма Старший и Порденоне. Однако современные исследователи не находят этому подтверждения и считают, что братство выбрало Тициана как ведущего художника города, заслужившего широкую известность своей «Ассунтой» и алтарем Пезаро в базилике Санта-Мария-Глорьоза-дей-Фрари. Тициан, привлеченный возможностью создать алтарь для главного доминиканского храма Венеции, принял заказ, согласившись на сравнительно небольшую плату в 100 дукатов. При этом контракт не был оформлен должным образом, что впоследствии привело к многолетней тяжбе между художником и скуолой.
Тициан передал законченную работу 27 апреля 1530 года, за два дня до праздника Святого мученика Петра. Хотя впоследствии картина вызывала всеобщее восхищение, поначалу новаторская композиция и беспрецедентная для того времени экспрессия картины не встретила понимания заказчиков и привела к необходимости требовать оплаты через суд.
Картина была выставлена в алтаре братства Святого Петра Мученика и находилась в церкви Санти-Джованни-э-Паоло до 1797 года, когда после захвата Венеции Наполеоном она была вывезена в Париж. Здесь картина была переведена с дерева на холст. После возвращения в Венецию в 1816 году картина была помещена в капелле Розария той же церкви Санти-Джованни-э-Паоло. 16 августа 1867 года произошёл пожар, который уничтожил картину и всё убранство капеллы.
На протяжении более трех веков своего существования картина вызывала восхищение знатоков и служила образцом для многих поколений живописцев. Сохранилось множество копий картины. В настоящее время на её месте помещена копия конца XVII века работы Иоганна Карла Лота, заказанная в 1691 году для великого принца Тосканы Фердинандо Медичи.

## Сюжет и художественные особенности картины
Родившийся в Вероне в начале XIII века святой Пётр был инквизитором Ломбардии и непримиримым борцом с ересями. В 1252 году миланские катары организовали покушение на Петра, которое было совершено нанятым ими убийцей по имени Карино. Карино подстерёг Петра и его спутника Доменико, когда они возвращались из монастыря в Комо, напал на них сзади и несколько раз ударил Петра тесаком по голове. Испуганный Доменико бросился бежать, но был настигнут. Карино нанёс ему семь ударов, вернулся к Петру и поразил его ударом в грудь. Наблюдавшие сцену издали свидетели поспешили на помощь и смогли задержать Карино. Булла о канонизации повествует, что Пётр скончался, произнося первые слова Кредо. Карино впоследствии раскаялся, присоединился к доминиканскому ордену и даже был канонизирован католической церковью.
Доминиканцы считали необходимым проповедовать на примере Петра Мученика борьбу против ереси, что было весьма актуально в Венеции XVI века с её значительной немецкой общиной и угрозой распространения протестантизма.
Композиция алтаря Петра мученика включала в себя три фигуры в натуральную величину, которые были расположены в нижней части картины на переднем плане. В центре — распростёртый на земле святой. Над ним — фигура убийцы, устремлённая вперёд в динамичном выпаде. Линию движения продолжает бегущая фигура Доменико слева. Пространство переднего плана заполнено тремя главными фигурами, включёнными в поток единого движения. В верхней половине композиции, наоборот, кроны деревьев открываются в бесконечное пространство с ангелами, символизируя царство покоя и света.
Простертый на земле окровавленный Пётр протягивает руку к небесам. Его глаза и глаза зрителя устремлены вверх к ангелам и лучам небесного света, которые мерцают сквозь листву деревьев.
Мощная атлетическая фигура убийцы изображена в стремительном движении, его вытянутая по диагонали правая рука готова вонзить меч в тело святого. Несомненно, трактовка сцены представляла собой сложную проблему, поскольку убийца раскаялся в содеянном, встал на путь добродетели и впоследствии был причислен к лику блаженных. Тициан решил эту задачу, соотнеся физическую красоту тела Карино с ужасом его преступления. Пётр, с другой стороны, с христианским смирением ожидает момента своей смерти, не делая попыток сопротивления. Он лишь взывает к вышним силам и, в конечном счете, оказывается победителем в битве за истину и вечную жизнь.
Картина стала самым знаменитым произведением Тициана при его жизни. Никогда прежде алтарь не был столь наполнен драматизмом, динамикой и реализмом. Поначалу не получивший признания заказчиков, он впоследствии изменил традицию и всю дальнейшую траекторию развития венецианского искусства. Критики, ученики и исследователи превозносили, копировали и описывали его на протяжении трёх веков вплоть до гибели во время пожара.
Джорджо Вазари, высоко оценивший картину, оставил её краткое описание:

Однако, возвращаясь к произведениям Тициана, надо сказать, что он написал алтарный образ св. Петра-мученика в церкви Сан Джованни э Паоло, на котором этот святой мученик, изображенный более чем в натуральную величину, среди огромных деревьев, повержен на землю неистовством некоего солдата, который поразил его в голову таким образом, что святой, уже чуть живой, выражает на своем лице ужас смерти, тогда как в другом монахе, который бросился бежать по направлению к зрителю, виден испуг и страх перед смертью; в воздухе же появляются два обнаженных ангела в небесном сиянии, которое освещает прекраснейший пейзаж и всю композицию в целом; эта композиция — самая завершенная, самая прославленная, наиболее грандиозно и лучше всего задуманная и выполненная из всего того, что когда-либо было сделано Тицианом за всю его жизнь.